# Jabłoczno
Jabłoczno, także Jabłeczna (biał. Яблачна, Jabłaczna; ros. Яблочно, Jabłoczno) – wieś na Białorusi, w obwodzie brzeskim, w rejonie małoryckim, w sielsowiecie Ołtusz.

## Historia
W dwudziestoleciu międzywojennym leżało w Polsce, w województwie poleskim, w powiecie brzeskim, w gminie Ołtusz. W 1921 wieś liczyła 93 mieszkańców. Wszyscy mieszkańcy byli Białorusinami wyznania prawosławnego.
Po II wojnie światowej w granicach Związku Sowieckiego. Od 1991 w niepodległej Białorusi.